# Hambantota
Hambantota (sin. හම්බන්තොට; tam. அம்பாந்தோட்டை) là một thành phố ở miền nam của Sri Lanka. Đây là huyện lỵ của huyện Hambantota và có 11.213 cư dân trong cuộc điều tra dân số. Hiện tại, nhiều dự án cơ sở hạ tầng đang được thực hiện trong phạm vi thành phố. Bao gồm một cảng mới , một sân bay quốc tế  và các cơ sở thể thao.

## Lịch sử
Sóng thần theo sau trận động đất ở Ấn Độ Dương năm 2004 đã gây ra thiệt hại lớn cho thành phố . Sau đó, với sự trợ giúp của các quỹ Trung Quốc và dưới ảnh hưởng của Tổng thống Sri Lanka, Mahinda Rajapaksa, người sinh ra trong khu vực, nhiều dự án cơ sở hạ tầng được khởi xướng . Năm 2013, Hội nghị thượng đỉnh của Khối thịnh vượng chung đã diễn ra tại thành phố.

## Nợ của cơ sở hạ tầng
Một dự án cơ sở hạ tầng quan trọng là một cảng mới, được Trung Quốc tài trợ mạnh mẽ theo chiến lược Một vành đai, Một con đường. Sau khi Sri Lanka gặp rắc rối về tài chính và thiếu nợ 6 tỷ đô la Mỹ cho các khoản đầu tư cơ sở hạ tầng của Trung Quốc, cảng và một khu công nghiệp gần đó được cho công ty China Merchants Port Holdings của Trung Quốc thuê vào ngày 29 tháng 7 năm 2017 với thời hạn là 99 năm. Sau khi Ấn Độ quan tâm đến giao dịch này, các công ty Ấn Độ cũng cố gắng mua sân bay Sân bay quốc tế Mattala Rajapaksa cũng mới được xây cạnh đó trong nỗ lực giới hạn ảnh hưởng của Trung Quốc ở Ấn Độ Dương.